# T-44
T-44(ロシア語: Т-44テー・ソーラク・チトィーリェ)は、ソビエト連邦で第二次世界大戦末期に開発され、冷戦時代初期にかけてソビエト連邦軍で使用された中戦車である。大規模運用されることなく大戦終結を迎えたが、その設計はソ連の戦後世代戦車の原型となった。

## 開発
ソ連軍が1940年に正式採用し、1941年から始まった独ソ戦で実戦に投入したT-34は当時としては先進的な戦車で、機動力、火力、防御力とも優秀であったが、42年にはドイツ軍も対抗する新型戦車を投入したことで、性能向上が必要となった。
1940年に没したミハイル・コーシュキン亡きあと、T-34の主任技師の座を引き継いでいたアレクサンドル・モロゾフは、T-34の発展型の設計に着手し、1943年3月、ウラル戦車工場設計局においてT-43の試作を完成させた。
T-43はT-34/43年型と78.5 %の部品を共有しながら、砲塔装甲を前面90 mm、側面75 mmに強化し、T-34で不評だった2名用砲塔に代え新型の3名用砲塔を搭載した。しかし、主砲は76.2 mm戦車砲F-34をそのまま流用していた。装甲の強化で増えた重量の分、最大速度は48 km/hに低下したが、サスペンションが従来のコイルスプリングを使ったクリスティー式ではなく、KV戦車と同じトーションバー式に変更され、走行性能そのものはT-34に勝っていた。これは3,000 km走行耐久比較試験でも、従来のクリスティー式に比べ優秀であることが証明されている。
T-43は1943年に一旦正式採用されることで内定したが、すでに陳腐化していた武装の新型戦車を正式採用することに異論が出たり、T-34の生産に支障が出る恐れがあることから、正式採用は見送られ、再設計が行われることになった。その代わり、T-43の砲塔をベースに改良し85 mm戦車砲D-5Tを載せたものをT-34に載せかえることで武装を強化することが決定、T-34-85として生産が開始された。
モロゾフはT-43の車体を再設計し、車体は履帯の上にスポンソン（張り出し）を設けない完全な箱型とし、傾斜した前面装甲は90 mmもの厚さになった。また、エンジンもT-34のV-2ディーゼルエンジンを改良したV-44を搭載して出力も向上し、横置きにすることで車体もコンパクトにまとめられ、重量も31.8 tに抑え込まれた。砲塔はT-43に似てはいるが前後に長く装甲も厚い新型となり、主砲は85 mm戦車砲ZIS-S-53を搭載した。車重がT-34-85より軽量で、車高も低いことから機動力も良好で、路上では最大50 km/hを出すことができた。また車体前方機銃は固定式として前面装甲に空けられた穴から発砲される方式となり、これはT-54に受け継がれていく。
この戦車は1943年7月、「T-44」として正式採用され、ドイツ軍から奪い返したハリコフ機関車工場（現V・O・マールィシェウ記念工場）で生産が行われた。大戦終了までに965輌が生産されたとされる。
T-34と同じく車体を流用した自走砲（駆逐戦車）型も開発され、SU-100に似た戦闘室を車体前部に設けて122 mm砲を搭載したSU-122-44、エンジンを車体中央に移し、車体後部に設けた戦闘室に100 m砲を搭載するSU-100M2（後に“Uralmash-1”自走砲と改称され、100 mm砲搭載型をSU-101、122 mm砲搭載型をSU-102と仮称した）といった自走砲型も開発、試作されたが、量産は行われなかった。

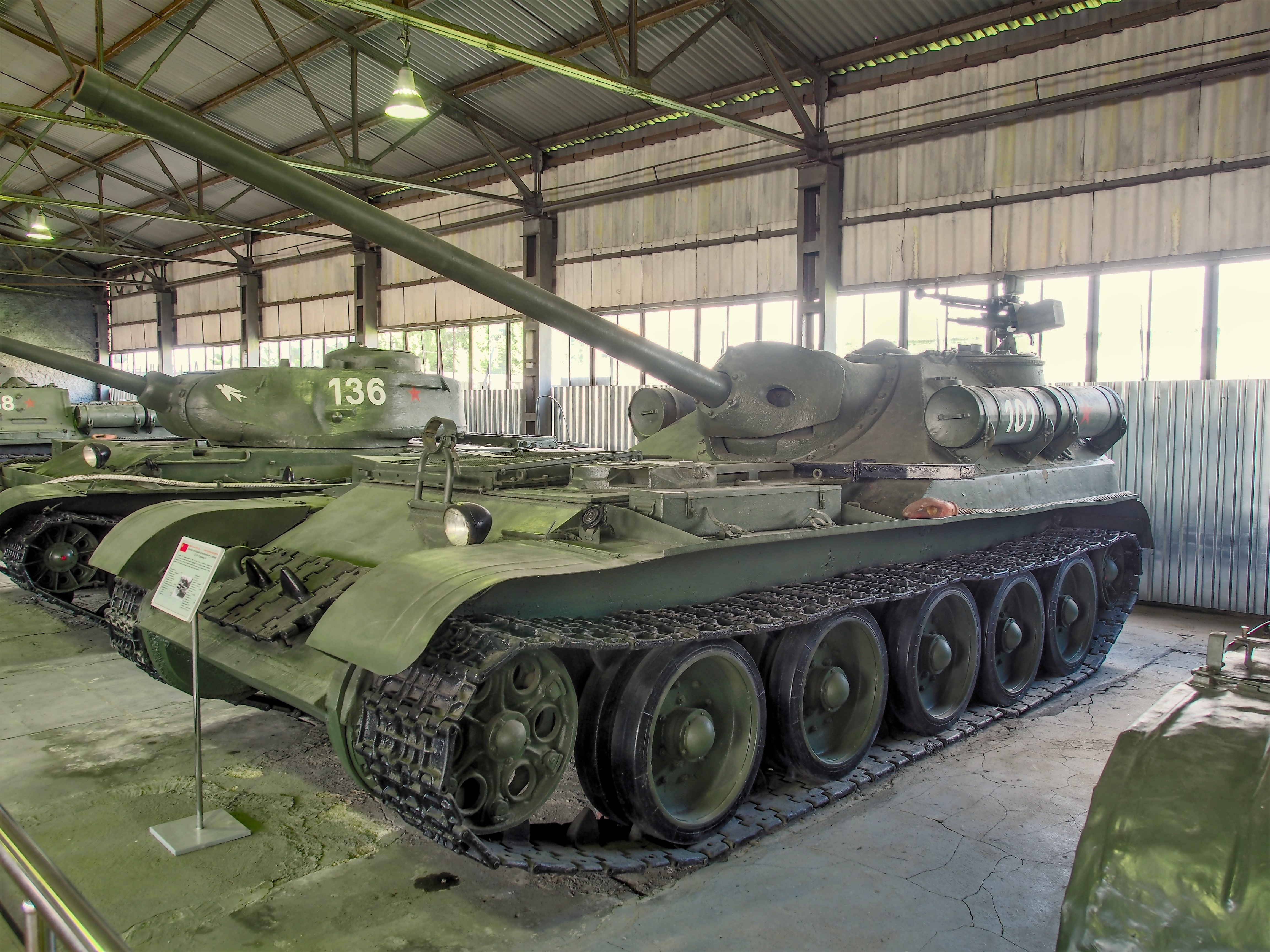
クビンカ戦車博物館に展示されているSU-101の試作車

T-44の開発当初、D-5TおよびZiS-S-53（ともに85 mm戦車砲）搭載型と共にD-25-44T 122 mm戦車砲を搭載したT-44-122が1944年初めに試作されたが、最初の試験で砲に故障が生じ、4月から5月にかけての試験でも24発という搭載弾薬の少なさなどが問題とされ、不採用となった。これら初期の試作車輌には、操縦手の視認用として対弾性に劣る古臭い直視型バイザーブロックが用いられている。また、車体側面にドイツ戦車の“シュルツェン”（Schürzen）に似た増加装甲を実験装備した車両も存在する。
T-44の武装は大戦末期には標準的なもので、すぐに陳腐化するのは明らかだった。そのため、生産開始とともにさらに強力なZiS-100またはLB-1（100 mm戦車砲）を搭載する研究が始まった。しかし、試作されたT-34-100やT-44-100のように、単純に主砲を交換するだけでは100 mm砲の反動をうまく車体で受け止めることができないことが判明し、砲塔を新設計するとともにターレットリング径を拡大して車体からはみ出す形となった。また、問題が多かったトランスミッションも新型が搭載され、履帯も変更された。この新砲塔の100 mm戦車砲搭載型はT-44Vと呼ばれたが、すぐにT-54と改称された。T-54は1946年から試験的に部隊配備された後、1950年に正式採用され、さらにお椀型の新型砲塔に変更し大量生産された。

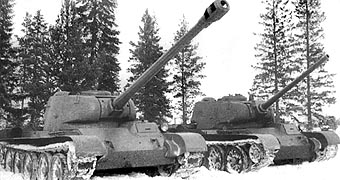
直視型バイザーブロックの操縦席を持つ初期試作型T-44-122と、同タイプの車体にD-5T搭載の砲塔を搭載したT-44-85
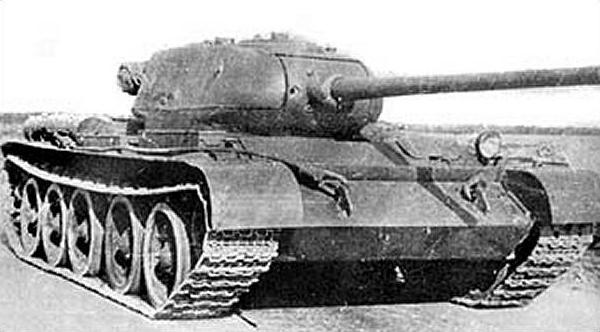
バイザーブロックが小型化された二次試作型T-44-85
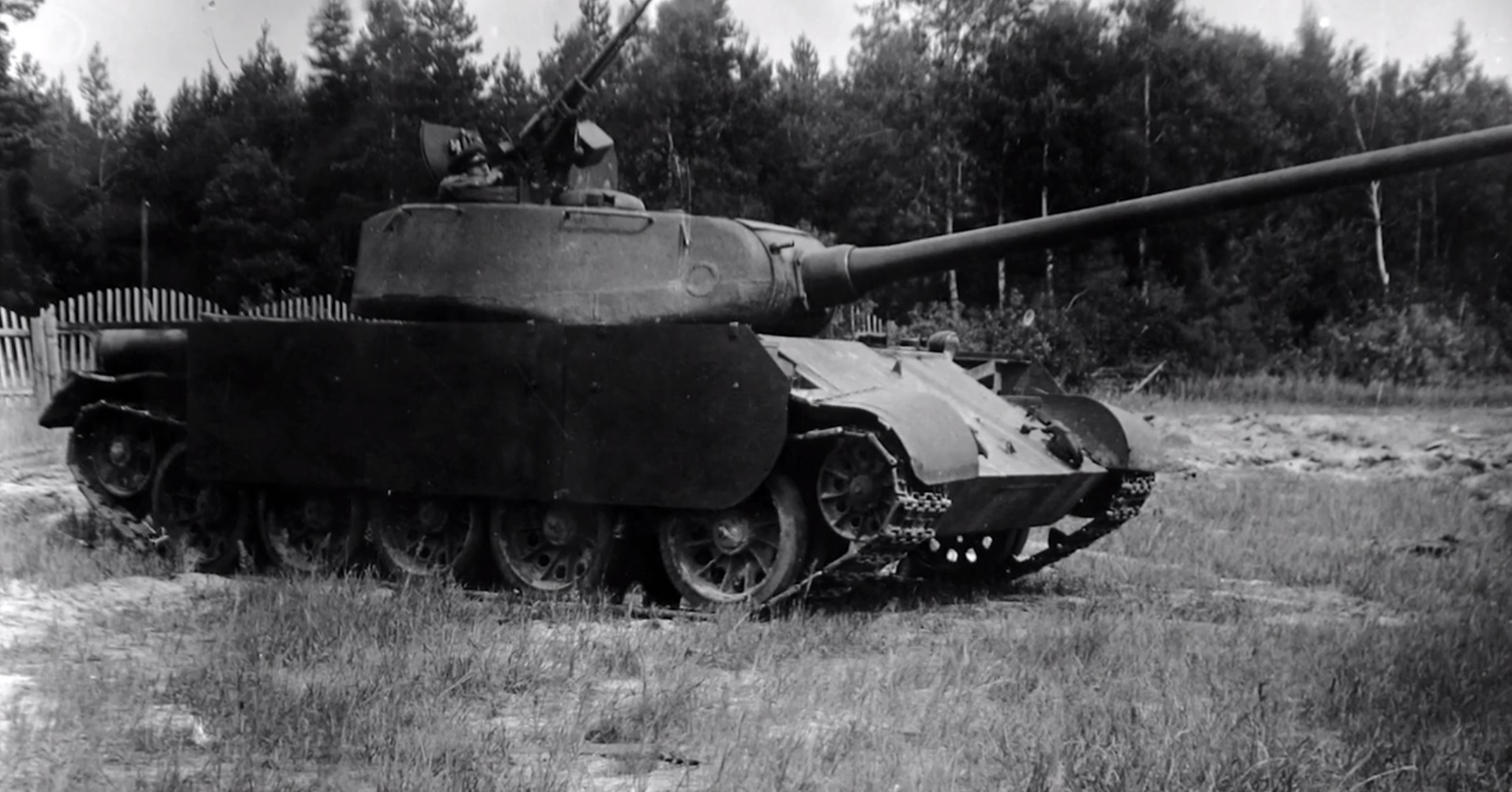
LB-1 100 mm戦車砲を搭載したT-44-100 この車両は車体側面にシュルツェン様の増加装甲板を装備している
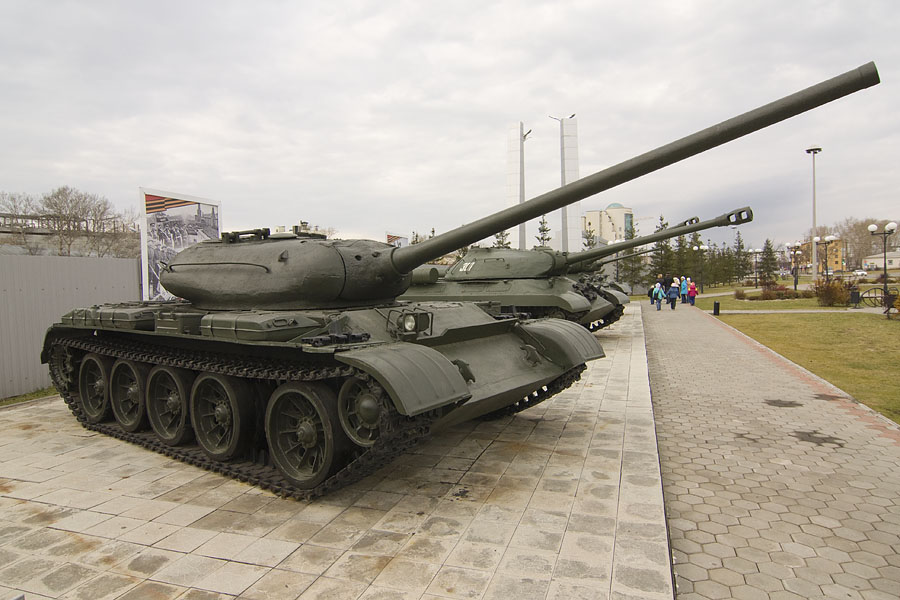
T-54-1（1946年型）と改名された、100 mm砲搭載新砲塔型のT-44V

## 運用と改良
T-44は1947年まで約1,800輌が生産された。第二次世界大戦末期に生産が開始され実戦配備されたT-44は実戦に投入されること無く、習熟訓練中に終戦を迎えた。「試作車が東部戦線に送られてテスト運用された」「1945年8月の満洲侵攻に際して満洲方面に増援として送られた中に含まれていた」と記述する書籍やWebサイトもあるが、信憑性に乏しく、それらについて公式の資料に基づく確定的な情報はない。
第二世界大戦後もT-44およびその装備部隊が実戦に投入されることは無く、T-54が配備されると第二線部隊に配備されたり訓練用として使用された。一説には、1956年のハンガリー動乱に際して出動したソ連軍の車両の中にT-44が存在し、写真も撮影されている、とされているが、写真の真偽と併せ信憑性には疑問が持たれている。
1960年代に入ると、現役にあったT-44の一部にはエンジン、トランスミッション及び車輪と履帯、その他の細かな装備品をT-54に準じたものに変更した近代化改修が施され、T-44Mと命名された。1966年には砲安定装置を追加する改修が行われ、それぞれT-44S／T-44MSと命名された。この他、少数ながら搭載弾薬を減少させて無線機を増設した指揮戦車型であるT-44MK、砲塔を取り外して戦闘室上に折畳式の小型クレーンとシュノーケルを装備した装甲回収型のBTS-4A（RTS-4-44Mとも呼ばれる）も製造された。
その後、訓練車両として使われていたT-44はソ連映画に度々登場しており、T-44そのままの姿だけでなく、ウクライナのリヴィウにある第17装甲修理工場（リヴィウ装甲工場(Танкоремонтный завод № 17. Львовский бронетанковый ремонтный завод (БТРЗ)、後のウクライナ国営リヴィウ装甲工場(Львівський бронетанковий завод(ウクライナ語版)）にてドイツのティーガーI戦車やIV号戦車風の外見に改造されたものが、ソビエト映画『ヨーロッパの解放』『モスクワ大攻防戦』等に出演している。これはT-34より車高が低くT-55に比べ砲塔が小さいため、よりドイツ戦車を模した外観への改造に適していたためと思われる。これらのT-44改造ドイツ戦車は故障して修理不能になったものから順次処分されていったが、2000年代になってもロシア映画やヒストリカルイベントにも姿を現していることから、未だに稼動状態を保っている車両が残っているようである。
また、1986年に発生したチェルノブイリ原子力発電所事故への対処において、リヴィウ装甲工場では保管されていたT-44およびBTS-4Aに鉛板製の放射線防護板を追加してブルドーザーに改造したものが製作され、事故処理に投入された。

## 現存車両
2010年代においてもクビンカ戦車博物館を始めとしたロシア国内外の博物館には何両かのT-44が展示されている。

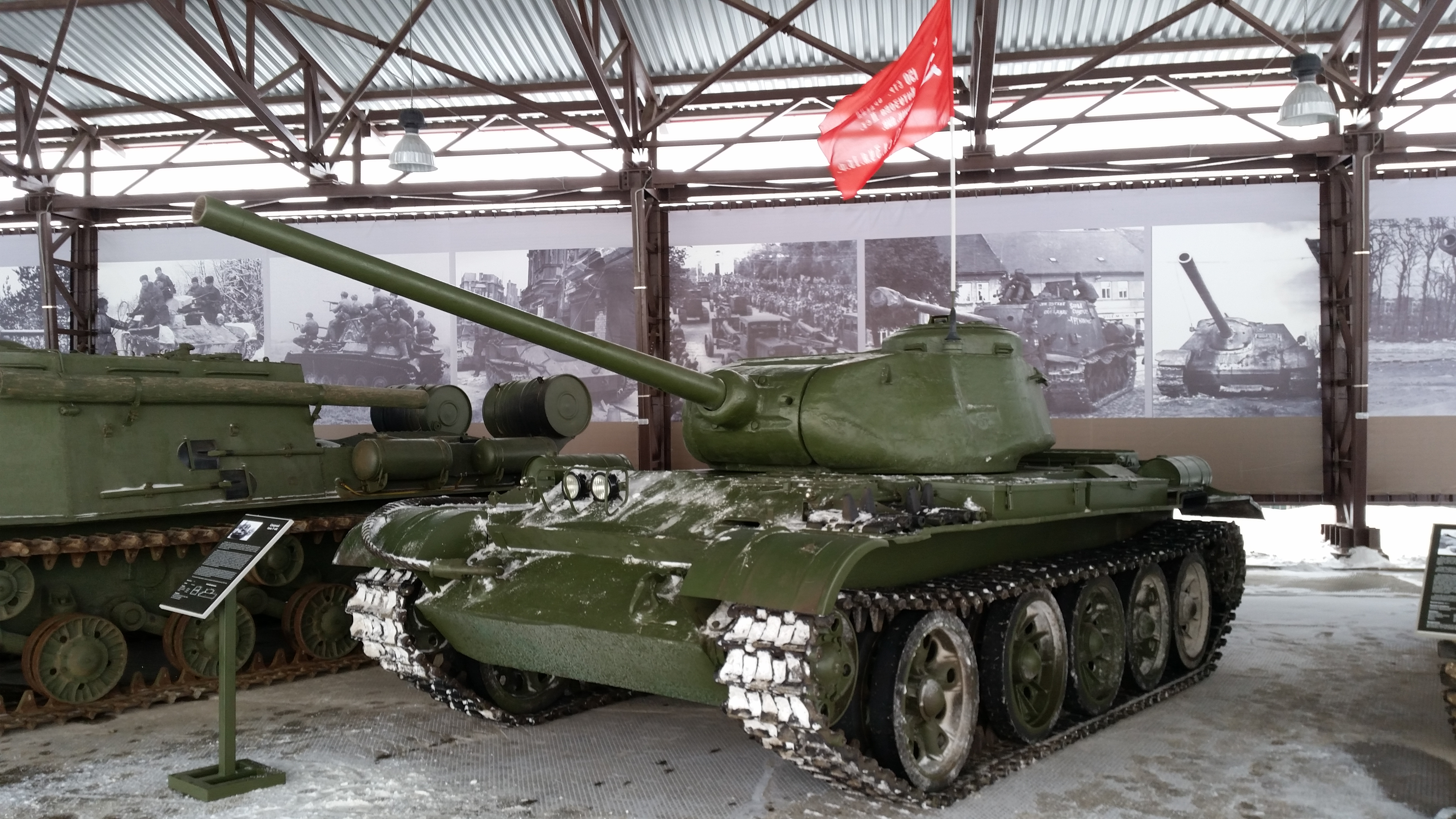
T-44M モスクワ郊外、パジコヴォのロシア軍事史博物館の展示車両
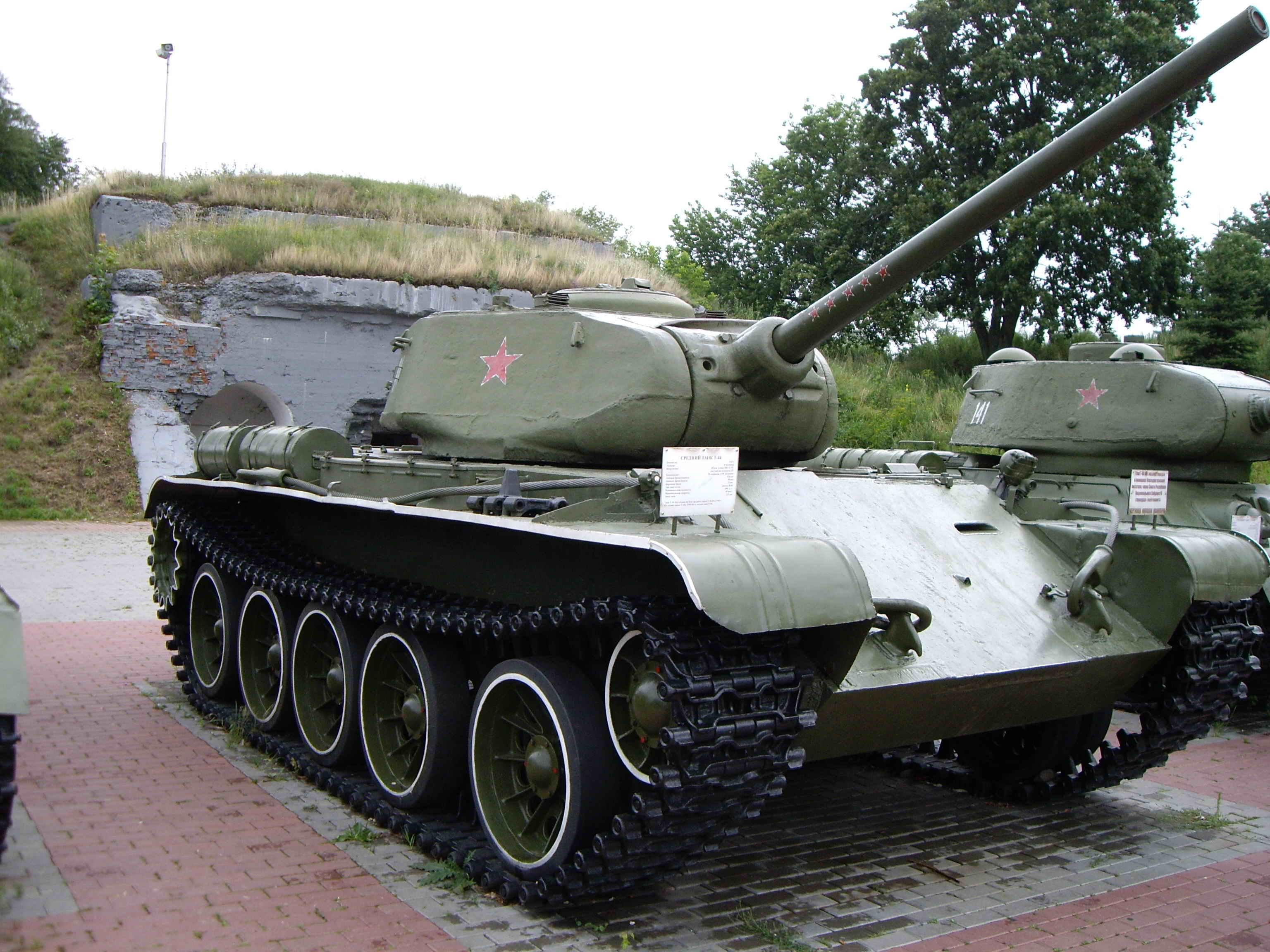
ブレストで展示されるT-44

## 特徴
T-44 の特徴としては

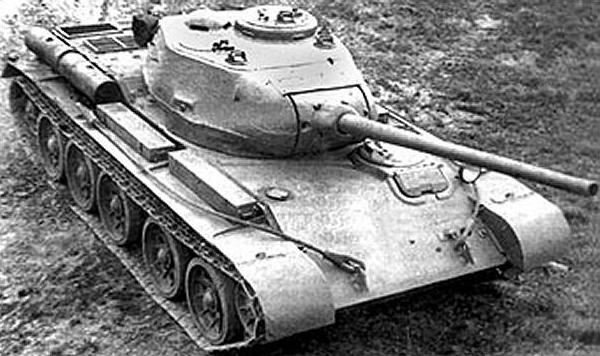
前上方から見たT-44
砲塔と車体のデザイン上の特徴がわかる

- T-34で実績のあるV-2ディーゼルエンジンを改良したV-44ディーゼルエンジンを使用
- T-62まで続く大型転輪+トーションバー式サスペンションの採用
- 生産性に優れた箱型車体
- 低い姿勢とコンパクトで軽量な車体
- 乗員は車長、砲手、装填手、運転手の4名

であり、以降のソ連軍戦車の基本スタイルを備えていた。
砲塔は基本形状はT-34-85のものを踏襲しているが、砲塔装甲は前面120mm、側面90mm、車体装甲は前面90mm、側面75mmと強化されており、車長用展望塔の外部視察装置が直視式から潜望鏡式に変更されているなど、細部が改良されている。

## 評価
T-44は実戦で用いられていないため、実戦に関する評価は存在していない。時代を先取りする優れた車体構造にもかかわらず、砲塔とその備砲は一世代前のT-43／T-34-85を踏襲していたため、登場した時点ですぐに陳腐化するのが確実な85mm砲を装備しており、それ以上の口径の砲を搭載することには無理があった。このため、登場と同時に武装強化型であるT-54の配備までの繋ぎに甘んじることを宿命づけられていた。
しかし、以降のソ連軍の主力戦車の車体はこれの発展型であり、ソビエトの、そして20世紀の戦車開発史上では非常に重要な位置を占める戦車である。

## 登場作品
T-44は前述のようにティーガーI戦車を模した外観に改造されたものがソビエトで製作された戦争映画に登場しているものが有名だが、その他にも原型のT-44のままいくつかのソビエト映画に出演している例がある。
コンピューターゲーム
『War Thunder』
ソ連中戦車ツリーにてT-44およびT-44-100が開発可能。課金車両としてT-44-122が実装されている。
『World of Tanks』
ソ連中戦車T-44として開発可能。また、T-44-100として販売もされていた。
　漫画
『ガールズ&パンツァー リトルアーミーII』
ベルフォード学園が一度売って後に回収した戦車のうちの一両として登場。ただし、何故かT-34-85になっている描写がある。